# Isabelle le Despenser (née vers 1312)
Pour les articles homonymes, voir Isabelle le Despenser.
Isabelle le Despenser (vers 1312 – après 1356) est une femme de la noblesse anglaise du XIVe siècle.

## Biographie
Née vers 1312, Isabelle le Despenser est le troisième enfant d'Hugues le Despenser et d'Éléonore de Clare, nièce du roi Édouard II d'Angleterre. Elle se trouve ainsi être une arrière-petite-fille du roi Édouard Ier. Devenu progressivement le favori d'Édouard II, son père cherche à s'allier avec d'éminents seigneurs du royaume et propose à Edmond FitzAlan, 2e comte d'Arundel, de marier son fils et héritier Richard avec Isabelle. Bien qu'ils n'aient respectivement que neuf et sept ans, Isabelle et Richard sont mariés le 9 février 1321 à Havering, dans l'Essex, en présence de leurs parents et du roi Édouard II. En raison du jeune âge des époux, leur mariage ne sera consommé qu'ultérieurement et produira un seul enfant, Edmond FitzAlan, né fin 1326 ou début 1327.
Hugues le Despenser et Edmond FitzAlan disposent d'une immense influence à la cour, qui les fait pourtant entrer en conflit avec Isabelle de France, l'épouse d'Édouard II, et le reste du baronnage anglais. Le 17 novembre 1326, peu après l'arrestation d'Édouard II par les soldats de son épouse, Edmond FitzAlan est exécuté pour haute trahison sur ordre de la reine. Une semaine plus tard, Hugues le Despenser partage le même sort, tandis qu'Éléonore de Clare est enfermée avec leurs fils à la Tour de Londres. Puis, le 1er janvier 1327, trois de leurs filles, Jeanne, Éléonore et Margaret, sont cloîtrées sur ordre de la reine. Seules deux des filles du couple ne sont pas concernées par cette décision : Isabelle, déjà mariée, et Élisabeth, en raison de son très jeune âge, qui est enfermée avec sa mère. Isabelle le Despenser est de ce fait le seul membre de sa fratrie à échapper à l'incarcération pendant cette période tumultueuse.
Isabelle est titrée comtesse d'Arundel à dater de 1331 lorsque son époux est restauré dans ce titre par le roi Édouard III. Toutefois, son mariage avec la fille d'un homme mis à mort pour haute trahison et sa liaison adultérine avec Éléonore de Lancastre poussent Richard FitzAlan à demander l'annulation de cette union, au motif que le couple a été « contraint [...] à cohabiter, de sorte qu'un fils est né », bien que les conjoints aient « expressément renoncé » à leurs vœux conjugaux à la puberté, ayant été contraints dans leur enfance à les contracter « par peur de leurs proches ». L'annulation est prononcée le 4 décembre 1344 par le pape Clément VI, délégitimant ainsi leur fils Edmond. Remarié peu après avec sa maîtresse, Richard FitzAlan remet en compensation à son ancienne épouse six manoirs dans l'Essex. Isabelle le Despenser ne se remarie pas et mène par la suite une existence obscure : elle fait parvenir plusieurs poissons à sa tante Élisabeth de Clare en 1352 et est impliquée dans un litige avec l'ordre des Hospitaliers en 1356. Elle meurt sans doute avant 1369, date à laquelle ses terres retournent à son ancien époux.